# 杉山司
杉山 司（すぎやま つかさ、1970年3月28日 - ）は、日本の政治家兼実業家。中野区議会議員（2期）でもある。

## 来歴
愛知県岡崎市生まれ、豊田市育ち。豊田市立挙母小学校、豊田市立崇化館中学校、愛知県立岡崎北高等学校、山梨大学工学部電気工学科卒業。
日本システムウエア株式会社に入社し、2007年に同社最年少でネットビジネス事業本部営業統括部長に就任。
2010年、桔梗ICTパートナーズ株式会社代表取締役に就任。2012年、みんなの経済新聞ネットワーク、中野経済新聞の編集長に就任。
2018年6月10日執行の中野区議会議員補欠選挙に立憲民主党公認候補として立候補し、39843票で初当選。
2019年4月、再選。